# Franz Six

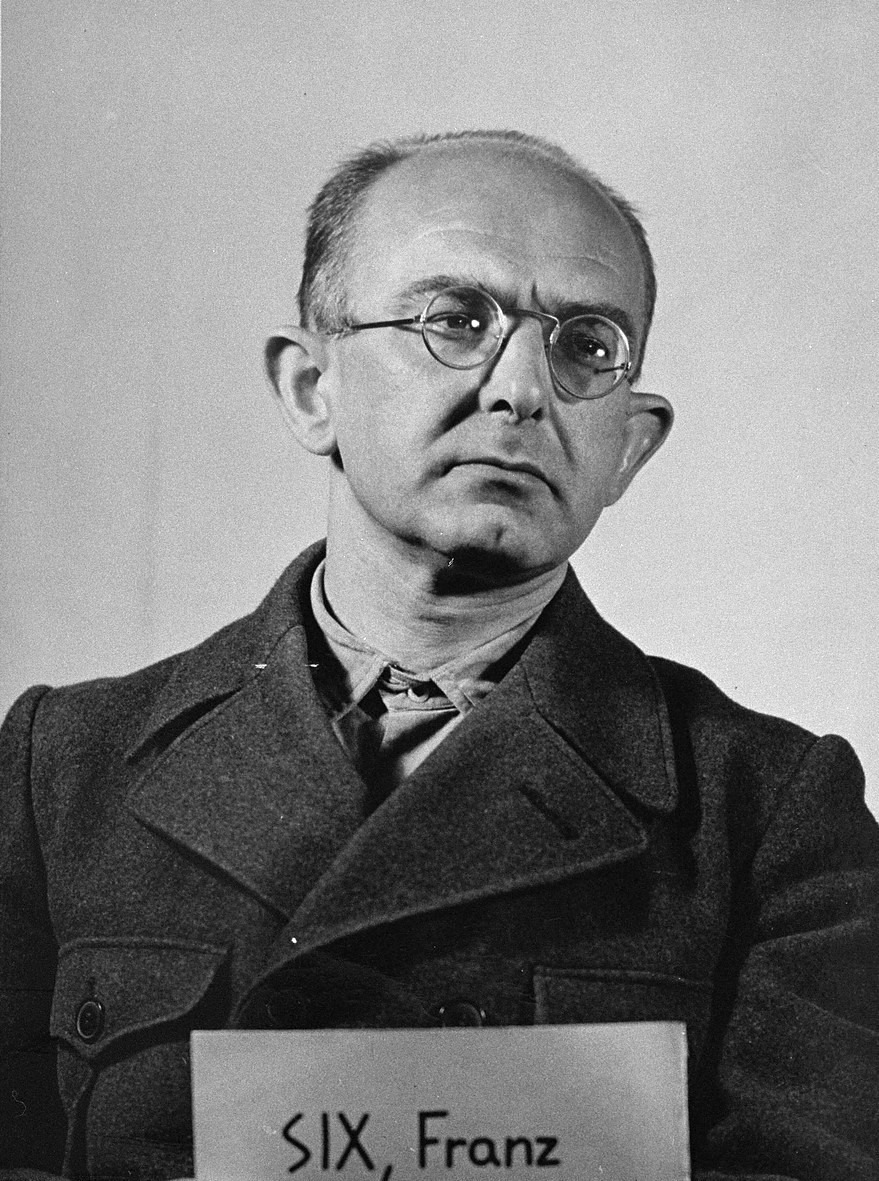
Six en los Juicios de Núremberg en 1948

Franz Alfred Six (Mannheim, 12 de agosto de 1909 - Bolzano, 9 de julio de 1975) fue un oficial nazi alemán que sirvió en la Schutzstaffel (SS) con el rango de Brigadeführer (General de Brigada). Fue nombrado por Reinhard Heydrich, uno de los jefes de las SS, como el nuevo comandante del Departamento Amt VII de la oficina del Reichssicherheitshauptamt (RSHA). En 1940, fue nombrado líder de la policía en la eventual ocupación alemana del Reino Unido, pero la idea de invadir ese país fue finalmente abandonada en 1941.
Durante la Segunda Guerra Mundial, Six fue enviado a la Unión Soviética para dirigir un Einsatzkommando de la Einsatzgruppe B que, según los informes, fue responsable de 144 muertes durante su misión alrededor de Moscú y de la muerte de otras 46 personas cerca de Smolensk. Tras el final del conflicto, él y otros jefes de las SS fueron enviados a juicio en Núremberg por crímenes contra la humanidad. La acusación no vinculó directamente a Six con ninguna atrocidad, pese a lo que terminó siendo condenado por el tribunal a 20 años de cárcel, siendo puesto en libertad por clemencia menos de 10 años después. Según la información publicada tras su muerte, formaba parte de la Organización Gehlen, un grupo de antiguos oficiales nazis que trabajaban en Alemania Occidental para ayudar a la CIA estadounidense a luchar contra el comunismo. Murió en Italia en 1975.

## Biografía
Six era hijo de un decorador, tapicero y comerciante de muebles de Mannheim. En 1930, siendo estudiante, fue expulsado de la organización juvenil Deutsche Freischar (Cuerpo Libre Alemán) por actividades nazis. Estudió derecho y periodismo en la Universidad de Heidelberg, fue activista de la Unión Nacionalsocialista Alemana de Estudiantes de Heidelberg y tuvo una carrera meteórica.

## Trayectoria
Recibió su doctorado en 1934 bajo la tutela de Arnold Bergstraesser con una tesis sobre La propaganda política del NSDAP en la lucha por el poder. La disertación se completó sorprendentemente rápido, aunque Six en realidad pudo invertir poco tiempo en ella debido a sus diversas actividades políticas. A pesar de su bajo contenido académico, el trabajo fue bien recibido. Después, Six se convirtió en asistente en el Instituto de Estudios de Periodismo en Berlín y se calificó como profesor en 1936 con una tesis sobre La prensa de las minorías nacionales en el Reich alemán. A partir de 1935, creó un Instituto de Estudios de Periodismo en la Universidad Albertus de Königsberg, donde fue nombrado profesor en 1936 y profesor extraordinario en 1938. Allí se dedicó en particular a investigar la prensa en los países vecinos del este. En 1939 se convirtió en profesor titular y al año siguiente en decano de la Facultad de Estudios Extranjeros de Berlín, creada como parte de la integración de la Escuela Alemana de Política en la entonces Universidad Friedrich Wilhelm de Berlín. Simultáneamente, dirigió el (DAWI),Instituto Alemán de Estudios Internacionales. Realizó investigaciones académicas sobre los opositores al régimen nazi.

### Director de Prensa en la Oficina Principal de la SD (1935-1939) y Jefe de Oficina en la RSHA (1939-1942)
Además de su carrera académica, Six ascendió rápidamente en la jerarquía nazi. Se unió al NSDAP en 1930 (número de miembro 245.670) y se convirtió en miembro de las SA en 1932.  En 1933, se incorporó al Servicio de Seguridad del NSDAP (número SS 107.480). En 1935, Six llegó a Berlín como jefe de la oficina de prensa de la Oficina Central del SD y, a partir de entonces, moldeó la orientación académica y conceptual del Servicio de Seguridad del NSDAP. Se encargó de la recopilación sistemática de información y el análisis bibliográfico orientados a la inteligencia, así como de la elaboración continua de informes de situación. En las áreas del SD-Inland bajo su mando, se llevó a cabo una observación sistemática y estratégica del "enemigo", así como la aportación de conocimientos que permitieron al aparato ejecutivo de la Gestapo y la policía criminal actuar en todos los ámbitos de la sociedad.  Así, a partir de 1937, se convirtió en el jefe de facto del Servicio de Seguridad del NSDAP (SD). Antes de la ocupación alemana de Austria, estuvo a cargo del mando especial de la Policía de Seguridad y del Servicio de Seguridad desplegado allí. Simultáneamente con la ocupación militar del país vecino, el 12 de marzo de 1938, las fuerzas operativas, aún operando de forma encubierta con antelación, se dirigieron a sus posiciones designadas en Austria. Su misión consistía en buscar, arrestar y aterrorizar a los opositores a la "unificación" impuesta desde Alemania. En 1939, fue ascendido a SS-Standartenführer.
De 1939 a 1942, Six dirigió la Oficina Principal de Seguridad del Reich (RSHA), inicialmente en la Oficina II ("Investigación del Enemigo") y, a partir de 1941, en la Oficina VII ("Investigación Ideológica").  Fue responsable de la "investigación" y la evaluación ideológica.
El 22 de junio de 1941, Heydrich lo puso al mando de la Unidad de Avanzada de Moscú (VK Moscú/SK 7c) en el Einsatzgruppe B, liderado por Arthur Nebe. Su tarea consistía en identificar a partisanos, saboteadores y funcionarios comunistas en la retaguardia del ejército. Sin embargo, la Unidad de Avanzada de Moscú, liderada por Six, no solo se encargó de confiscar material de la NKVD y enviarlo a Berlín en julio y agosto de 1941, sino también de las ejecuciones en la zona de Smolensk. Según Lutz Hachmeister, el informe de incidentes n.º 73 del 4 de septiembre de 1941 muestra que miembros del "personal del grupo" del Einsatzgruppe B "y [el] Vorkommando[s] de Moscú fusilaron a 144 personas entre el 22 de junio y el 20 de agosto, y que solo el Vorkommando[s] de Moscú liquidó a 48 personas, incluidos 38 judíos intelectuales que habían intentado causar descontento y malestar en el recién creado gueto de Smolensk".

### Jefe del Departamento de Política Cultural del Ministerio Federal de Asuntos Exteriores (1942/43–1945)
Por recomendación del subsecretario de Estado del Ministerio de Asuntos Exteriores, Martin Luther King, y con el apoyo expreso del Reichsführer SS Heinrich Himmler y el ministro de Asuntos Exteriores Joachim von Ribbentrop, Six se trasladó al Ministerio de Asuntos Exteriores en septiembre de 1942, inicialmente para asumir una "función clave no oficial en la formación diplomática" en interés de las SS, una medida que historiadores como Hans-Jürgen Döscher y el biógrafo de Six, Lutz Hachmeister, consideran como un paso importante hacia la interconexión del Ministerio de Asuntos Exteriores, las SS y la RSHA.  En 1943, se convirtió en ministro de primera clase del Ministerio de Asuntos Exteriores y jefe del "Departamento de Política Cultural", un departamento de propaganda, bajo el mando de Joachim Ribbentrop con el rango de Ministerialdirigent. En particular, para ocultar y justificar la persecución de los judíos, colaboró estrechamente con el Departamento de Prensa del Ministerio de Asuntos Exteriores bajo el liderazgo de "Paul Karl Schmidt" alias Paul Carell y el oficial de propaganda de Ribbentrop, Karl Megerle.
Como jefe del «Departamento de Política Cultural» del Ministerio de Asuntos Exteriores, hizo que en abril de 1943 se distribuyeran en el extranjero materiales disfrazados de publicaciones aparentemente neutrales para «una amplia campaña de propaganda antibolchevique», que el embajador en España, Hans-Heinrich Dieckhoff, describió eufóricamente como «uno de nuestros mayores éxitos propagandísticos». Six, que estaba «obviamente solicitado como enlace con la RSHA», desarrolló planes para propagar el 22 de junio de 1943 como el «aniversario de la lucha europea por la libertad contra la inundación de Europa por el bolchevismo» para conmemorar la invasión alemana de la Unión Soviética el 22 de junio de 1941.
El procedimiento para su ascenso a Brigadeführer de las SS en enero de 1945 muestra lo estrechamente entrelazado que estaba el anterior trabajo a tiempo completo de Six como jefe de oficina en la RSHA (1939-1942) con su nuevo trabajo como propagandista en las AA (1942-1945). El ascenso a general de las SS se produjo sin problemas después de que el jefe de la Oficina de Personal de las SS, Maximilian von Herff, confundiera en un principio a Six con el todavía jefe en funciones de la Oficina VII de la RSHA y, tras aclarar el error, el sucesor de Heydrich, Ernst Kaltenbrunner, como jefe de la RSHA, aceptara el nombramiento de Six «en vista de sus méritos políticos y su actual cargo en el Ministerio de Asuntos Exteriores».

### Internamiento y condena en el juicio Einsatzgruppen
Hacia el final de la Segunda Guerra Mundial , Six pasó a la clandestinidad desde Salzburgo con su asistente, Horst Mahnke , quien posteriormente se convirtió en jefe del departamento de Spiegel.
Six fue descubierto y traicionado por un antiguo compañero de las SS que trabajaba para el Cuerpo de Contrainteligencia (CIC) estadounidense, por lo que tuvo que responder por sus crímenes en el juicio de los Einsatzgruppen de Núremberg en 1948. Six afirmó que, aunque era un nacionalsocialista convencido y líder de las SS, no tenía nada que ver con el fusilamiento de judíos y partisanos. Fue condenado a 20 años de prisión, pero fue indultado y liberado el 3 de octubre de 1952 por el Alto Comisionado de los Estados Unidos para Alemania, John Jay McCloy.